# Lijst van voetbalinterlands Canada - Nieuw-Zeeland (vrouwen)
Deze lijst van voetbalinterlands is een overzicht van alle officiële voetbalinterlands tussen de nationale vrouwenteams van Canada en Nieuw-Zeeland. De landen hebben tot nu toe zestien keer tegen elkaar gespeeld.

## Wedstrijden
| №  | Plaats             | Datum            | Competitie                              | Wedstrijd              | Uitslag |
| -- | ------------------ | ---------------- | --------------------------------------- | ---------------------- | ------- |
| 1  | Taipei             | 20 december 1987 | Vriendschappelijk                       | Nieuw-Zeeland − Canada | 1 − 0   |
| 2  | New Hyde Park      | 6 augustus 1993  | Noord-Amerikaans kampioenschap 1993     | Canada − Nieuw-Zeeland | 0 − 0   |
| 3  | Canberra           | 31 mei 2000      | Vriendschappelijk                       | Canada − Nieuw-Zeeland | 2 − 1   |
| 4  | Auckland           | 3 juni 2007      | Vriendschappelijk                       | Nieuw-Zeeland − Canada | 0 − 3   |
| 5  | Auckland           | 6 juni 2007      | Vriendschappelijk                       | Nieuw-Zeeland − Canada | 0 − 5   |
| 6  | Suwon              | 18 juni 2008     | Vriendschappelijk                       | Nieuw-Zeeland − Canada | 0 − 2   |
| 7  | Singapore          | 26 juli 2008     | Vriendschappelijk                       | Nieuw-Zeeland − Canada | 1 − 1   |
| 8  | Paralimni          | 5 maart 2009     | Cyprus Women's Cup 2009                 | Canada − Nieuw-Zeeland | 1 − 1   |
| 9  | Nicosia            | 3 maart 2010     | Cyprus Women's Cup 2010                 | Nieuw-Zeeland − Canada | 0 − 1   |
| 10 | Châtel-Saint-Denis | 14 juli 2012     | Vriendschappelijk                       | Canada − Nieuw-Zeeland | 2 − 0   |
| 11 | Edmonton           | 11 juni 2015     | WK 2015                                 | Canada − Nieuw-Zeeland | 0 − 0   |
| 12 | Grenoble           | 15 juni 2019     | WK 2019                                 | Canada − Nieuw-Zeeland | 2 − 0   |
| 13 | Yongchuan          | 10 november 2019 | Yongchuan International Tournament 2019 | Canada − Nieuw-Zeeland | 3 − 0   |
| 14 | Ottawa             | 23 oktober 2021  | Vriendschappelijk                       | Canada − Nieuw-Zeeland | 5 − 1   |
| 15 | Montréal           | 26 oktober 2021  | Vriendschappelijk                       | Canada − Nieuw-Zeeland | 1 − 0   |
| 16 | Saint-Étienne      | 25 juli 2024     | Olympische Spelen 2024                  | Canada − Nieuw-Zeeland | 2 − 1   |

## Samenvatting
| Competitie                         | Totaal gespeeld | Winst Canada | Gelijk | Winst Nieuw-Zeeland | Doelsaldo Canada – Nieuw-Zeeland |
| ---------------------------------- | --------------- | ------------ | ------ | ------------------- | -------------------------------- |
| WK-eindronde                       | 2               | 1            | 1      | 0                   | 2 − 0                            |
| Olympische Spelen                  | 1               | 1            | 0      | 0                   | 2 − 1                            |
| Noord-Amerikaans kampioenschap     | 1               | 0            | 1      | 0                   | 0 − 0                            |
| Yongchuan International Tournament | 1               | 1            | 0      | 0                   | 3 − 0                            |
| Cyprus Women's Cup                 | 2               | 1            | 1      | 0                   | 2 − 1                            |
| Vriendschappelijk                  | 9               | 7            | 1      | 1                   | 21 − 4                           |
| Totaal                             | 16              | 11           | 4      | 1                   | 30 − 6                           |